# Thứ bậc ở động vật
Thứ bậc ở động vật hay phân cấp thống trị là hệ thống phân cấp để thống trị, phát sinh khi các thành viên của một nhóm động vật xã hội tương tác với nhau, thường là mang tính tích cực để tạo ra một hệ thống thứ bậc, xếp hạng. Trong các nhóm sinh hoạt xã hội, các thành viên có khả năng cạnh tranh cho quyền được tiếp cận thức ăn và quyền giao phối. Thay vì chiến đấu mỗi khi gặp nhau, mối quan hệ tương tác được hình thành giữa các thành viên cùng giới. Những tương tác lặp đi lặp lại dẫn đến việc tạo ra một trật tự xã hội mà có thể thay đổi mỗi lần một con vật chiếm ưu thế bị thách thức bởi một con vật cấp dưới.

## Khỉ đột
Đối với những con khỉ đột thì gia đình là điều quan trọng nhất. Mỗi gia đình là một bầy với đầy đủ cha, mẹ, con và anh em. Đứng đầu gia đình là con gorilla đực to con nhất và lớn tuổi nhất với tấm lưng già màu bạc nên thường được gọi là lưng bạc ('Silverback'). Kế đến là những con đực trẻ hơn hoặc nhỏ hơn và những con khỉ đột cái cùng với đám con nhỏ. Chúng luôn sống quanh quẩn bên nhau và cùng sinh hoạt, ăn ở chung. Con lưng bạc đầu đàn có quyền chung đụng với bất cứ con cái nào mà nó thích và trên nguyên tắc những con đực khác không được đụng vào, nhưng trên thực tế những con khỉ đột đực trẻ hơn không phải lúc nào cũng tôn trọng nguyên tắc này. Nên nếu như sự vụng trộm bị con lưng bạc đầu đàn tìm ra vì đôi khi trong lúc vụng trộm quá ồn ào thì chắc chắn cả hai sẽ bị trừng phạt.
Điều đáng nhắc ở đây đó là phần lớn những con khỉ đột trẻ sẽ thà bị xử phạt để được ở lại cùng bầy hơn là tự ý thoát ly để thành lập một gia đình mới. Ngoại trừ khi nó dụ được một (hoặc nhiều) con cái chịu đi theo nó thì khi ấy một gia đình mới sẽ được thành hình ở một nơi khác rất xa nơi bầy cũ đang sinh hoạt, nhưng rất ít khi những con khỉ đột cái lại chịu đi theo một con đực khác. Vì vấn đề quan trọng nhất đối với những con cái là phải bảo vệ đám con nhỏ của nó. Và để đạt được mục đích này, trước hết nó sẽ không bao giờ tỏ ý cho bất cứ một con khỉ đột đực nào biết được là đứa con vừa mới được sinh ra là của ai để con lưng bạc nào cũng nghĩ đó là con của mình và vì vậy con nào cũng sẽ luôn tìm cách bảo vệ những chú khỉ đột nhỏ mà nó xem là của mình.